# William Graves Sharp
Pour les articles homonymes, voir Sharp et William Graves (homonymie).
William Graves Sharp, né le 14 mars 1859 à Mount Gilead (Ohio) et mort le 17 novembre 1922 à Elyria (Ohio), est un avocat, homme d'affaires, politique et diplomate américain, membre du Parti démocrate. Il est notamment représentant au Congrès des États-Unis de 1909 à 1914 et ambassadeur des États-Unis en France au cours de la Première Guerre mondiale, entre 1914 et 1919.

## Biographie
Sharp naît à Mount Gilead dans l'État de l'Ohio. Il est diplômé LL.B. de l'école de droit de l'université du Michigan en 1881 et pratique le droit à Elyria. Il s'engage également dans la fabrication de charbon de bois, de fonte brute et de produits chimiques. De 1885 à 88 il est procureur du comté de Lorain dans l'Ohio.
Il est électeur présidentiel démocrate en 1892, candidat sous la bannière du parti au Congrès en 1900, et membre des 61e, 62e et 63e Congrès (1909-1914). Il démissionne en 1914 pour devenir ambassadeur des États-Unis en France après nomination du président Woodrow Wilson. Il sert jusqu'au 14 avril 1919 puis revient à Elyria et s'engage dans des activités littéraires. Il y meurt le 17 novembre 1922, et est enterré au cimetière Ridgelawn.